# Villejuif
 Villejuif  es una comuna francesa situada en el  departamento de Valle del Marne, de la región de Isla de Francia. Es la cabecera (bureau centralisateur en francés) y mayor población del cantón de su nombre.

## Geografía
Está ubicada en las afueras (banlieue en francés) sur de París, a 8 km del centro de la capital francesa. 

## Demografía
| 1 362 | 1 137 | 1 320 | 1 278 | 1 377 | 1 652 | 1 503 | 1 587 | 1 514 | 1 559 | 1 813 | 2 308 | 1 917 | 2 117 | 2 678 | 3 163 | 4 294 | 5 234 | 5 835 | 6 600 | 8 671 | 11 725 | 18 751 | 25 192 | 27 540 | 25 359 | 29 280 | 46 116 | 51 120 | 55 606 | 52 448 | 48 405 | 47 384 | 51 410 | 55 923 | 56 661 |
| Para los censos de 1962 a 1999 la población legal corresponde a la población sin duplicidades (Fuente: INSEE [Consultar]) |       |       |       |       |       |       |       |       |       |       |       |       |       |       |       |       |       |       |       |       |        |        |        |        |        |        |        |        |        |        |        |        |        |        |        |

## Educación
- École pour l'informatique et les techniques avancées
- Institut Sup'Biotech de Paris

## Transportes
Villejuif es servido por tres estaciones de la línea 7 del metro de París, Léo Lagrange, Paul Vaillant-Couturier y Louis Aragon, terminal de la línea, y por la línea 7 del tranvía de Isla de Francia.

## Monumentos
El monumento a los muertos de la guerra de 1914-1918 en Villejuif es una obra de 1924, del escultor Edmond Chrètien. 48°47′32″N 2°21′49″E / 48.79222, 2.36361

## Hijos Honoríficos
- Nelson Mandela
- Mumia Abu-Jamal